# Ignace-Blesmond Bernard
Ignace-Blesmond Bernard, né le 30 juillet 1768 dans le hameau de Sonilhac près de Saint-Côme-d'Olt (Aveyron) est un maréchal de camp (général de brigade) des armées Napoléoniennes. Il meurt le 7 janvier 1843 à l’âge de soixante quinze ans à Saint-Côme-d'Olt auprès de sa famille et de son frère Antoine.

## Biographie
Fils de Jean Bernard et de Louise Besombes, Ignace-Blesmond Bernard fait ses études à Figeac, à Cahors puis à Rodez avant d’entrer au séminaire Saint-Raphaël de Bordeaux, où son frère Antoine prêtre enseignait la philosophie.
La Révolution éclate avant que le jeune Ignace-Blesmond n’entre dans les ordres, mais n’adoptant pas les idées révolutionnaires, les deux frères se réfugient dans leur pays. Ignace-Blesmond Bernard tentera avec le soutien de quelques amis de l’ancien régime, de soulever les populations aveyronnaises, et, obligé de fuir pour sauver sa tête, l’ancien séminariste se réfugie dans l’armée de cette république qu’il haïssait.
Soldat dans le 2e bataillon de volontaires de l’Aveyron, il rejoint le piémont, et rencontre son ami et compatriote Jean-Joseph Tarayre capitaine, qui lui offrira une protection contre les recherches dont il était encore l’objet.
Ignace-Blesmond Bernard participera à la campagne d’Italie et se fera remarquer par Napoléon pour sa bravoure et son audace, celui-ci l’emmènera en Égypte. Débarqué en Afrique comme adjudant, il devient très rapidement l’aide de camp du général Lagrange, et s’occupera du bulletin de l’armée grâce à ses compétences littéraires. 
Il participera à la plupart des guerres de l’Empire, en suivant le général Lagrange, à Saint-Domingue, en Allemagne, en Espagne, ainsi que les campagnes entre 1812 et 1813 avec la Grande Armée.
Blessé par deux coups de lance et un coup de sabre le 19 mai 1813 en Silésie, il tombe aux mains des cosaques le 29 août devant Czernikow. Libéré après la chute de l’Empire, il servira sous la restauration, avec le grade de colonel à Marseille, et ramènera à l’obéissance un régiment mutiné qui refusait de quitter la cocarde tricolore.
Sur demande du lieutenant-général Tarayre, son ancien compagnon d’Italie, Ignace-Blesmond Bernard sera nommé chef d’état major, attaché à l’inspection générale des gardes nationales de la 1re division militaire.
Au retour de Napoléon, Ignace-Blesmond Bernard remplira les mêmes fonctions, et après Waterloo, il sera placé en non activité avec le grade de colonel d’état major. En 1823 il obtiendra la retraite avec le grade honorifique de maréchal de camp. En 1827 il revient en Rouergue dans la maison familiale, où il vivra avec son frère Antoine, qui avait entre-temps fondé le collège d’Espalion. 
Ignace-Blesmond Bernard prendra pour quelque temps et sous la pression de ses amis, le commandement de la garde nationale de Saint-Côme-d'Olt.
Il meurt le 7 janvier 1843 à l’âge de soixante quinze ans à Saint-Côme-d'Olt.

## Médailles
- Légion d’Honneur le 11 juillet 1813
- L’Ordre de Saint-Louis des mains du duc de Berry le 6 novembre 1814